# Canottaggio ai Giochi della XXXIII Olimpiade - 4 di coppia femminile
Il 4 di coppia femminile dei Giochi della XXXIII Olimpiade si è svolto tra il 27 e il 31 luglio 2024. Hanno partecipato 9 equipaggi.
La gara è stata vinta dall'equipaggio del Regno Unito composto da Lauren Henry, Hannah Scott, Lola Anderson e Georgina Brayshaw.

## Formato
Durante il primo round si sono tenute due batterie. Le prime due imbarcazioni di ogni batteria sono passate alla finale A, mentre tutte le altre sono state relegate ai ripescaggi. Le prime due barche del ripescaggio sono passate alla Finale A, mentre le barche rimanenti sono state inviate alla Finale B.
La finale A ha determinato i medagliati e i piazzamenti fino al 6° posto, mentre la finale B ha determinato i piazzamenti dalla 7° alla 9° posizione.

## Programma
| Data           | Ora (UTC+1) | Turno      |
| -------------- | ----------- | ---------- |
| 27 luglio 2024 | 12:50       | Batterie   |
| 29 luglio 2024 | 11:30       | Ripescaggi |
| 31 luglio 2024 | 12:14       | Finale B   |
| 31 luglio 2024 | 12:38       | Finale A   |

## Risultati

### Batterie
| Pos. | Atleti                                                                          | Nazione     | Tempo   | Note |
| ---- | ------------------------------------------------------------------------------- | ----------- | ------- | ---- |
| 1    | Laila Youssifou Bente Paulis Roos de Jong Tessa Dullemans                       | Paesi Bassi | 6:17.12 | FA   |
| 2    | Yevheniya Dovhodko Kateryna Dudchenko Daryna Verkhohliad Anastasiya Kozhenkova  | Ucraina     | 6:20.09 | FA   |
| 3    | Chen Yunxia Zhang Ling Lü Yang Cui Xiaotong                                     | Cina        | 6:22.29 | R    |
| 4    | Ioana Madalina Morosan Emanuela Ioana Ciotau Alexandra Ungureanu Patricia Cires | Romania     | 6:24.74 | R    |
| 5    | Ria Thompson Rowena Meredith Laura Gourley Caitlin Cronin                       | Australia   | 6:25.88 | R    |

| Pos. | Atleti                                                      | Nazione       | Tempo   | Note |
| ---- | ----------------------------------------------------------- | ------------- | ------- | ---- |
| 1    | Lauren Henry Hannah Scott Lola Anderson Georgina Brayshaw   | Gran Bretagna | 6:13.35 | FA   |
| 2    | Maren Völz Tabea Schendekehl Leonie Menzel Pia Greiten      | Germania      | 6:15.28 | FA   |
| 3    | Fabienne Schweizer Celia Dupre Pascale Walker Lisa Lötscher | Svizzera      | 6:16.91 | R    |
| 4    | Grace Joyce Emily Delleman Teal Cohen Lauren O'Connor       | Stati Uniti   | 6:27.35 | R    |

### Ripescaggio
| Pos. | Atleti                                                                          | Nazione     | Tempo   | Note |
| ---- | ------------------------------------------------------------------------------- | ----------- | ------- | ---- |
| 1    | Fabienne Schweizer Celia Dupre Pascale Walker Lisa Lötscher                     | Svizzera    | 6:26.82 | FA   |
| 2    | Chen Yunxia Zhang Ling Lü Yang Cui Xiaotong                                     | Cina        | 6:28.72 | FA   |
| 3    | Ria Thompson Rowena Meredith Laura Gourley Caitlin Cronin                       | Australia   | 6:32.65 | FB   |
| 4    | Ioana Madalina Morosan Emanuela Ioana Ciotau Alexandra Ungureanu Patricia Cires | Romania     | 6:33.84 | FB   |
| 5    | Grace Joyce Emily Delleman Teal Cohen Lauren O'Connor                           | Stati Uniti | 6:34.04 | FB   |

### Finali
| Pos. | Atleti                                                                          | Nazione     | Tempo   | Note |
| ---- | ------------------------------------------------------------------------------- | ----------- | ------- | ---- |
| 7    | Ioana Madalina Morosan Emanuela Ioana Ciotau Alexandra Ungureanu Patricia Cires | Romania     | 6:29.64 |      |
| 8    | Ria Thompson Rowena Meredith Laura Gourley Caitlin Cronin                       | Australia   | 6:30.85 |      |
| 9    | Grace Joyce Emily Delleman Teal Cohen Lauren O'Connor                           | Stati Uniti | 6:31.71 |      |

| Pos. | Atleti                                                                         | Nazione       | Tempo   | Note |
| ---- | ------------------------------------------------------------------------------ | ------------- | ------- | ---- |
|      | Lauren Henry Hannah Scott Lola Anderson Georgina Brayshaw                      | Gran Bretagna | 6:16.31 |      |
|      | Laila Youssifou Bente Paulis Roos de Jong Tessa Dullemans                      | Paesi Bassi   | 6:16.46 |      |
|      | Maren Völz Tabea Schendekehl Leonie Menzel Pia Greiten                         | Germania      | 6:19.70 |      |
| 4    | Fabienne Schweizer Celia Dupre Pascale Walker Lisa Lötscher                    | Svizzera      | 6:20.12 |      |
| 5    | Yevheniya Dovhodko Kateryna Dudchenko Daryna Verkhohliad Anastasiya Kozhenkova | Ucraina       | 6:23.05 |      |
| 6    | Chen Yunxia Zhang Ling Lü Yang Cui Xiaotong                                    | Cina          | 6:27.08 |      |